# Blauwe Kamer (Curaçao)
De Blauwe Kamer is een onderwatergrot op Curaçao.

## Geologie en ontstaansgeschiedenis
De kalksteengrotten op Curaçao, waaronder de Blauwe Kamer, zijn gevormd door miljoenen jaren van erosie door zeewater. De constante golfslag en chemische reacties tussen het water en het kalksteen hebben kenmerken gecreëerd als tunnels en holen. De Blauwe Kamer onderscheidt zich door zijn onderwaterformaties en reflectie van licht. De grot staat half onder water.

## Situering
De grot bevindt zich aan de noordwestelijke kust van Curaçao, dicht bij Playa Santa Cruz. De grot is toegankelijk via zee en kan worden bereikt met via een boottocht vanaf de kust of via een wandelroute over het eiland of via zwemmen bij laag water. Kenmerkend is de natuurlijke blauwe gloed die het water en de muren verlicht. Dit verschijnsel wordt veroorzaakt door het brekings- en reflectieproces van zonlicht op de kristalheldere zee in combinatie met de kalksteenmuren.